# サリスベリー氷河
サリスベリー氷河（サリスベリーひょうが、英: Salisbury Glacier）は、グリーンランドの北西に位置する氷河である。チューレ空軍基地の北に位置する。チャンパーリン氷河、クヌート・ラスムッセン氷河、ハラルド・モルトケ氷河と並び、世界で最も多い量の氷を作る氷河と呼ばれている。
サリスベリー氷河は、3キロメートル以上の長さがあり、450メートルの幅がある。
座標: 北緯76度41分24秒 西経68度43分48秒 / 北緯76.69000度 西経68.73000度